# 206P/巴納德-波提尼
206P/巴納德-波提尼 是第一顆由攝影手段發現的彗星。美國天文學家愛德華·愛默生·巴納德在1892年10月13日的夜晚拍攝的底片中發現了它。
但自此之後，這顆彗星就走失了，因此被標示為D/1892 T1。
斯洛伐克科學院天文研究所（Ľuboš Neslušan）建議沃夫彗星和這顆彗星是源於共同母彗星的兄弟姊妹彗星。
在2008年10月7日，這顆彗星被安德烈亞·博蒂尼在萊蒙山巡天調查的過程中再度發現。起初，它被命名為波提尼彗星，後來才確認它是巴納德3號彗星。這顆彗星自1892年後已經公轉了20圈，並且在1922年、1934年、和2005年以0.3-0.4天文單位的距離掠過木星。

## 外部連結
- Orbital simulation（页面存档备份，存于） from JPL (Java) / Horizons Ephemeris（页面存档备份，存于）
- 206P/Barnard-Boattini（页面存档备份，存于） – Seiichi Yoshida @ aerith.net

| 週期彗星                | 週期彗星           | 週期彗星               |
| ----------------------- | ------------------ | ---------------------- |
| 前一顆彗星 賈可比尼彗星 | 206P/巴納德-波提尼 | 後一顆彗星 尼特4號彗星 |
| 週期彗星列表            |                    |                        |